# Crossleyia xanthophrys
Il garrulo orecchie gialle, noto anche come garrulo cigliagialle, ossilabe cigliagialle o cigliagialle malgascio (Crossleyia xanthophrys (Sharpe, 1875)) è un uccello della famiglia Bernieridae, nell'ambito della quale rappresenta l'unica specie ascritta al genere Crossleyia Hartlaub, 1877.

## Etimologia
Il nome scientifico del genere, Crossleyia, è un omaggio ad Alfred Crossley, tassidermista ed esploratore attivo in Africa subsahariana che ottenne gli esemplari di questi uccelli poi utilizzati per la descrizione scientifica: il nome della specie, xanthophrys, deriva dall'unione delle parole greche ξανθος (xanthos, "giallo") ed οφρυς (ophrys/ophrus, "sopracciglio"), col significato di "dalle sopracciglia gialle".

## Descrizione

### Dimensioni
Misura 15 cm di lunghezza, per 15,5-22,5 g di peso

### Aspetto
Si tratta di uccelli dall'aspetto robusto e massiccio, muniti di testa allungata e squadrata, becco sottile e appuntito, ali arrotondate e coda piuttosto lunga e dall'estremità arrotondata.
Il piumaggio si presenta di color bruno-olivastro su fronte, vertice, nuca, mascherina, dorso, fianchi, ali, coda e sottocoda: la gola, le guance, i lati del collo, il petto ed il ventre sono gialli, e dello stesso colore (come intuibile sia dal nome comune che dal nome scientifico) è un lungo sopracciglio che va dai lati del becco fin quasi alla parte posteriore della testa, schiarendosi distalmente, mentre il cerchio perioculare è nerastro.
Il becco è di colore rosa pallido con base nerastra: gli occhi sono di colore bruno scuro, mentre le zampe sono di color carnicino.

## Biologia
Si tratta di uccelli diurni, che vivono da soli o in coppie, passando la maggior parte della giornata al suolo alla ricerca di cibo, utilizzando il becco per smuovere detriti e sassolini in maniera tale da mettere allo scoperto le eventuali prede.

### Alimentazione
Il garrulo cigliagialle è una specie insettivora, che si procaccia il cibo muovendosi sul terreno nel sottobosco.

### Riproduzione
Si tratta di uccelli monogami, che si riproducono tra settembre e gennaio.
Il nido è formato da fili d'erba intrecciati, foglie di bambù e muschi: al suo interno la femmina depone 2-4 uova, che vengono covate per due settimane, al termine delle quali schiudono pulli ciechi ed implumi che vengono accuditi da ambedue i genitori per circa un mese e mezzo.

## Distribuzione e habitat
La specie è endemica del Madagascar, del quale popola la fascia montana orientale da Tsaratanana ad Andohahela.
Vive nella foresta pluviale primaria con denso sottobosco e canopia chiusa, fra i 900 e i 2.300 m di quota.